# エイドリアン・ニエト
エイドリアン・ニエト（Adrián Nieto, 1989年11月12日 - ）は、キューバ・ハバナ出身の元プロ野球選手（捕手）。右投両打。

## 経歴
キューバで生まれたが、フロリダに亡命した。アメリカン・ヘリテージ高等学校時代はエリック・ホズマーとチームメイトだった。
2008年のMLBドラフト5巡目（全体151位）でワシントン・ナショナルズから指名され、プロ入り。契約後、傘下のルーキー級ガルフ・コーストリーグ・ナショナルズでプロデビューし、8試合に出場した。
2009年もルーキー級ガルフ・コーストリーグでプレーし、42試合に出場して打率.228・17打点・1盗塁の成績を残した。
2010年はA級ヘイガーズタウン・サンズでプレーし、60試合に出場して打率.195・2本塁打・14打点・1盗塁の成績を残した。
2011年はまずA-級オーバーン・ダブルデイズでプレーし、30試合に出場して打率.302・4本塁打・22打点・2盗塁の成績を残した。7月にA+級ポトマック・ナショナルズへ昇格。2試合に出場後、8月にA級ヘイガーズタウンへ降格した。A級ヘイガーズタウンでは27試合に出場して打率.255・3本塁打・12打点の成績を残した。
2012年はA級ヘイガーズタウンでプレーし、70試合に出場して打率.257・6本塁打・39打点・4盗塁の成績を残した。夏期にはルーキー級ガルフ・コーストリーグで8試合に出場した。
2013年は2013 ワールド・ベースボール・クラシックのスペイン代表に選出された。シーズンはA+級ポトマックでプレーし、109試合に出場して打率.282・11本塁打・53打点・4盗塁の成績を残した。12月に行われたルール・ファイブ・ドラフトで、シカゴ・ホワイトソックスから指名され、移籍。
2014年はタイラー・フラワーズのバックアップとして開幕ロースター入りし、4月2日のミネソタ・ツインズ戦でメジャーデビュー。9回裏にポール・コネルコの代走として出場し、1打数無安打だった。
2015年はAA級のバーミングハム・バロンズでプレーし、81試合に出場して打率.207・5本塁打・27打点という打撃成績をマーク。守備では守備率.993・盗塁阻止率33%という成績を記録したが、メジャーでは出場する機会がなかった。10月7日に40人枠から外れる形でAA級バーミングハムへ配属された。オフの11月6日にFAとなった。11月30日にマイアミ・マーリンズとマイナー契約を結び、翌年のスプリングトレーニングに招待選手として参加することになった。
2016年はAAA級ニューオーリンズ・ゼファーズでプレーし、37試合に出場して打率.195・1本塁打・19打点・1盗塁の成績を残した。オフの11月7日にFAとなった。
2017年1月2日にシンシナティ・レッズとマイナー契約を結んだ。8月27日に解雇となる。
2018年5月4日に独立リーグ・アメリカン・アソシエーションのカンザスシティ・ティーボーンズと契約。
2019年3月19日にアメリカン・アソシエーションのスーフォールズ・カナリーズと契約。6月23日にマイナー契約でマイアミ・マーリンズに移籍した。
2020年2月4日に独立リーグ・アトランティックリーグのサザンメリーランド・ブルークラブスと契約。リーグ中止のためプレーせずに退団した。
現役引退後はマイアミのチャーター・スクールで野球の指導者として活動している。

## 詳細情報

### 年度別打撃成績
| 年 度    | 球 団    | 試 合 | 打 席 | 打 数 | 得 点 | 安 打 | 二 塁 打 | 三 塁 打 | 本 塁 打 | 塁 打 | 打 点 | 盗 塁 | 盗 塁 死 | 犠 打 | 犠 飛 | 四 球 | 敬 遠 | 死 球 | 三 振 | 併 殺 打 | 打 率 | 出 塁 率 | 長 打 率 | O P S |
| -------- | -------- | ----- | ----- | ----- | ----- | ----- | -------- | -------- | -------- | ----- | ----- | ----- | -------- | ----- | ----- | ----- | ----- | ----- | ----- | -------- | ----- | -------- | -------- | ----- |
| 2014     | CWS      | 48    | 118   | 106   | 8     | 25    | 5        | 0        | 2        | 36    | 7     | 0     | 1        | 3     | 0     | 8     | 0     | 1     | 38    | 3        | .236  | .296     | .340     | .635  |
| MLB：1年 | MLB：1年 | 48    | 118   | 106   | 8     | 25    | 5        | 0        | 2        | 36    | 7     | 0     | 1        | 3     | 0     | 8     | 0     | 1     | 38    | 3        | .236  | .296     | .340     | .635  |

### 年度別守備成績
| 年 度 | 球 団 | 捕手（C） | 捕手（C） | 捕手（C） | 捕手（C） | 捕手（C） | 捕手（C） | 捕手（C） | 捕手（C） | 捕手（C） | 捕手（C） |
| 年 度 | 球 団 | 試 合     | 刺 殺     | 補 殺     | 失 策     | 併 殺     | 守 備 率  | 捕 逸     | 許 盗 塁  | 盗 塁 刺  | 阻 止 率  |
| ----- | ----- | --------- | --------- | --------- | --------- | --------- | --------- | --------- | --------- | --------- | --------- |
| 2014  | CWS   | 46        | 201       | 14        | 1         | 0         | .995      | 6         | 25        | 4         | .138      |
| 通算  | 通算  | 46        | 201       | 14        | 1         | 0         | .995      | 6         | 25        | 4         | .138      |

### 背番号
- 17（2014年）